# Colombier (Saint-Martin)
Pour les articles homonymes, voir Colombier.
Ne doit pas être confondu avec Colombier.
Colombier est un hameau de la partie française de l’île de Saint-Martin, dans les Antilles. Il se situe au nord-est de Marigot, au fond et en cul-de-sac de la vallée du même nom.